# たまりまセブン大放送!
『たまりま7大放送!』（たまりまセブンだいほうそう）は、1977年10月5日から1978年3月29日までTBS系列で放送されていたドラマ仕立てのバラエティ番組である。放送時間は毎週水曜 19:00 - 19:30 （日本標準時）。

## 概要
水曜19:30枠で放送されていた『みどころガンガン大放送』の流れを汲むドラマバラエティで、同番組から引き続きピンク・レディー、せんだみつお、清水健太郎の3組が出演していた。本番組は「聖タマリマ学園」（セントタマリマがくえん）という架空の学校を舞台にし、青春・歌・笑いの3要素を軸に展開した。番組収録は、TBS旧テレビ局舎のGスタジオで行われていた。
番組の終了後、同じくセブンの名を冠するドラマバラエティ『UFOセブン大冒険』が木曜19:00枠でスタートした。
番組テーマ曲は森井信好とワンパクセブンの歌『たまりまセブン』（作詞：沢口義明、作曲：宮川泰）。

## 出演者
- ピンク・レディー
- せんだみつお
- 清水健太郎
- 榊原郁恵
- 小松みどり
- パンツマン：辻佳紀（元阪神タイガースヘッドコーチ）
- ワンパクセブン（森井信好 他　劇団いろは所属の子役）

## スタッフ
- 制作プロデューサー：青柳脩
- 作・構成：奥山侊伸、沢口義明、原すすむ、つかさけんじ、居作中一
- 音楽：宮川泰
- 振付：小井戸秀宅
- 演奏：高橋達也と東京ユニオン
- コーラス：APPLE
- 踊り：ポピーズ
- 演出：中村治信
- 製作著作：TBS[1]